# Quercus eumorpha
Quercus eumorpha — вид рослин з родини букових (Fagaceae), поширений у Південно-Східній Азії.

## Опис
Дерево може досягати висоти понад 30 метрів. Однорічні гілочки безволосі, зі світлими, помітними сочевичками. Листки овально ланцетні, шкірясті, 6–10 × 2,5–4,5 см; верхівка загострена; основа клиноподібна; край цілісний або злегка округло-зубчастий, з іноді дрібними зубами на верхівковій 1/2; верх зелений, голий; низ сірувато-зелений з темно-русявими волосками; ніжка листка завдовжки до 1 см. Жолуді поодинокі або парні, або до 5, яйцюваті, завдовжки до 20 мм, у діаметрі 16 мм, на довгій ніжці; чашечка з 5–8 концентричними кільцями; дозрівання у перший рік.

## Середовище проживання
Поширення: М'янма, Таїланд; на висотах до 2100 метрів.